# Hotel Krasnapolsky

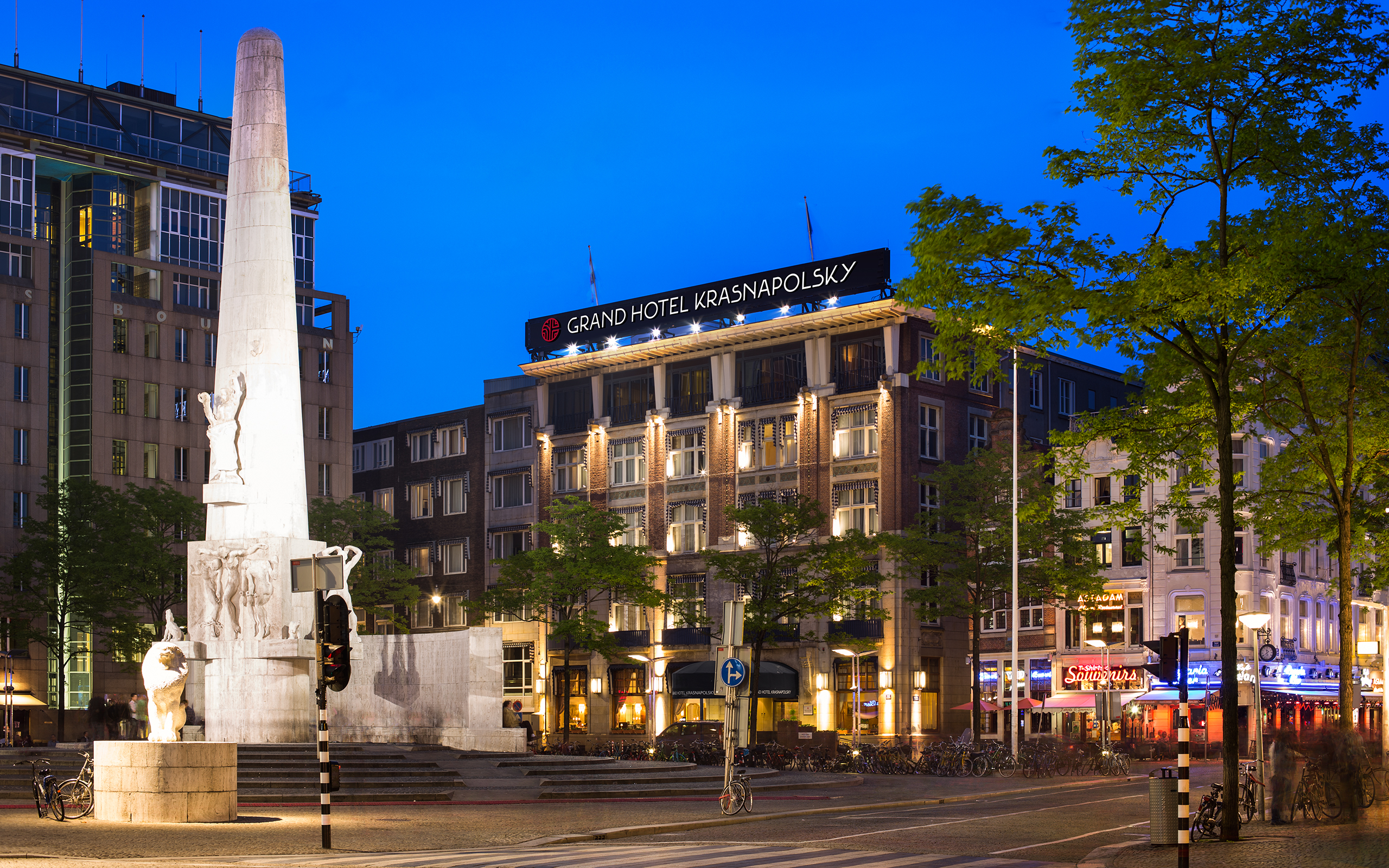
Das Hotel Krasnapolsky am Dam, Amsterdam

Das Hotel Anantara Grand Hotel Krasnapolsky, oft nur als Kras bezeichnet, ist ein Fünf-Sterne-Hotel am Dam im Zentrum von Amsterdam in den Niederlanden. Das Hotel verfügt über 451 Zimmer, ein Konferenzzentrum für Gruppen bis zu 1500 Personen, Wintergarten, Restaurants und eine Bootsanlegestelle an der Oudezijds Voorburgwal-Gracht.

## Geschichte

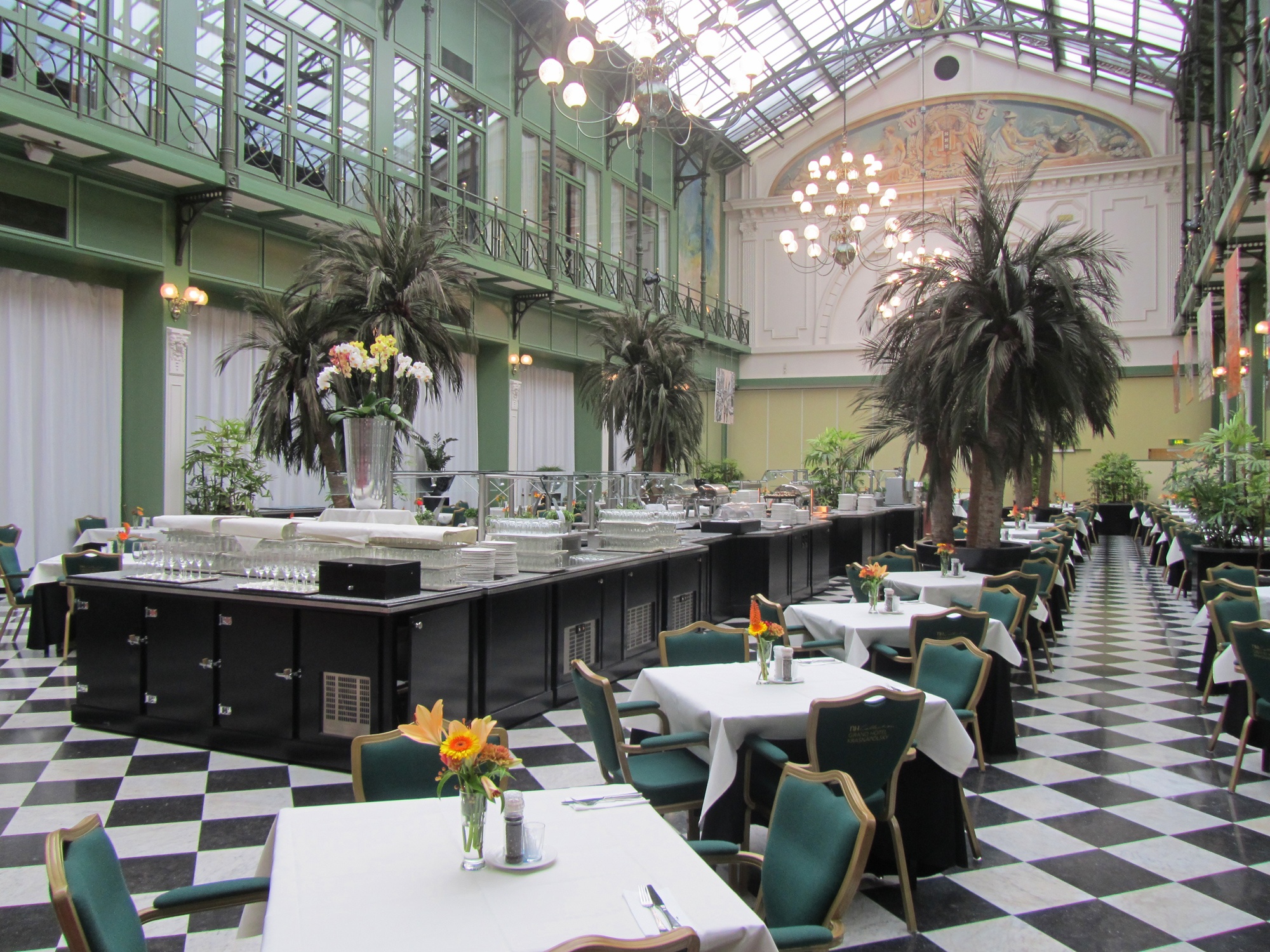
Der Wintergarten

Der Gründer des Hotels, der deutsche Einwanderer Adolph Wilhelm Krasnapolsky (1834–1912) aus Peine im heutigen Niedersachsen, kaufte im Jahre 1865 das damalige Kaffeehausgebäude und machte es zunächst zu einem beliebten Restaurant. In den Jahren 1879/1880 erwarb er auch die angrenzenden Gebäude, in denen er erste Hotelzimmer einrichtete.

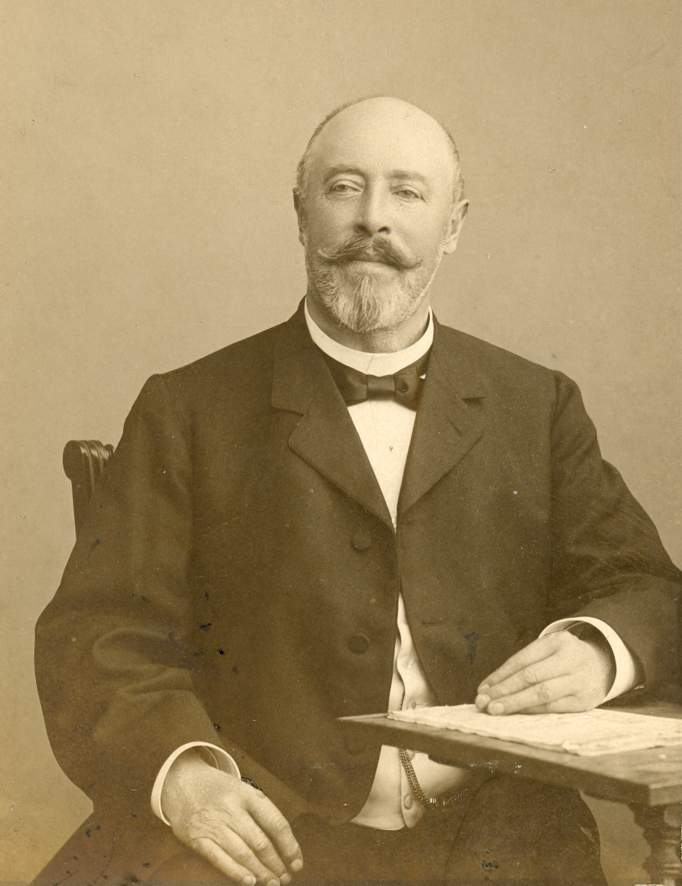
Adolph Wilhelm Krasnapolsky (1834–1912)

Anlässlich der „Internationalen Kolonialen Ausstellung“ in Amsterdam im Jahre 1883 weitete Krasnapolsky sein Unternehmen zu einem Grand Hotel mit 125 Zimmern im Stil der Belle Époque aus. Im späten 19. Jahrhundert war es das einzige Hotel in Amsterdam mit fließend heißem Wasser und Telefongeräten in jedem Zimmer.
Erstmals im Hotel Krasnapolsky wurden die Toilettenbereiche der Gesellschaftsräume in Toiletten für Damen und Herren getrennt.
Das Haus ließ der leidenschaftliche Züchter exotischer Pflanzen mit einem  eleganten Wintergarten mit Glasdach und Edison-Lampen ausstatten. Zu jener Zeit war die Verwendung von Glas und Schmiedeeisen als Baumaterial und elektrische Beleuchtung noch eine Einzigartigkeit.
Nach dem Tod seines einzigen Sohnes zog sich Krasnapolsky im Jahr 1909 aus dem Geschäft zurück.
Im Jahr 1998 wurde das Unternehmen von der niederländischen Hotelkette Golden Tulip Hospitality Group erworben. Ab 2000 gehörte es unter dem Namen NH Collection Krasnapolsky zur Hotelkette NH Hotel Group mit Sitz in Madrid, Spanien. Am 20. April 2022 wurde es in Anantara Grand Hotel Krasnapolsky umbenannt.
Heute ist das Anantara Grand Hotel Krasnapolsky das größte Fünf-Sterne-Konferenzhotel in den Beneluxstaaten.

## Kulturdenkmal
Im Jahr 2001 erklärte das Ministerium für Bildung, Kultur und Wissenschaft (Ministerie van Onderwijs, Cultuur en Wetenschap) der Niederlande den Gebäudekomplex des Hotels zum Kulturdenkmal (Rijksmonument). Neben dem Hotelgebäude wurden damit auch der Wintergarten und die Halle des ehemaligen hoteleigenen Elektrizitätswerkes als besonders schützenswertes Baudenkmal eingestuft.

Interieur und Details des Wintergartens
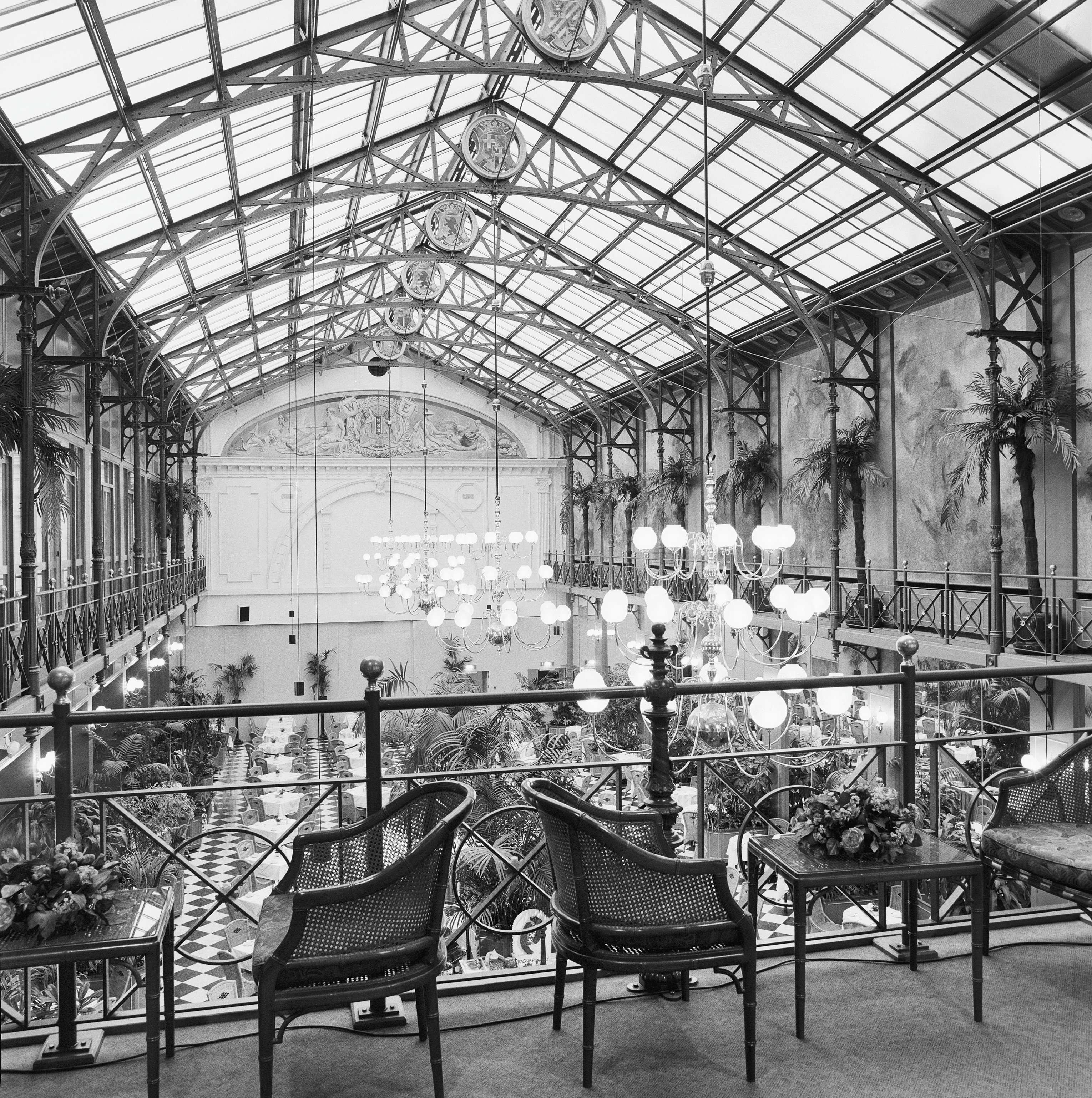
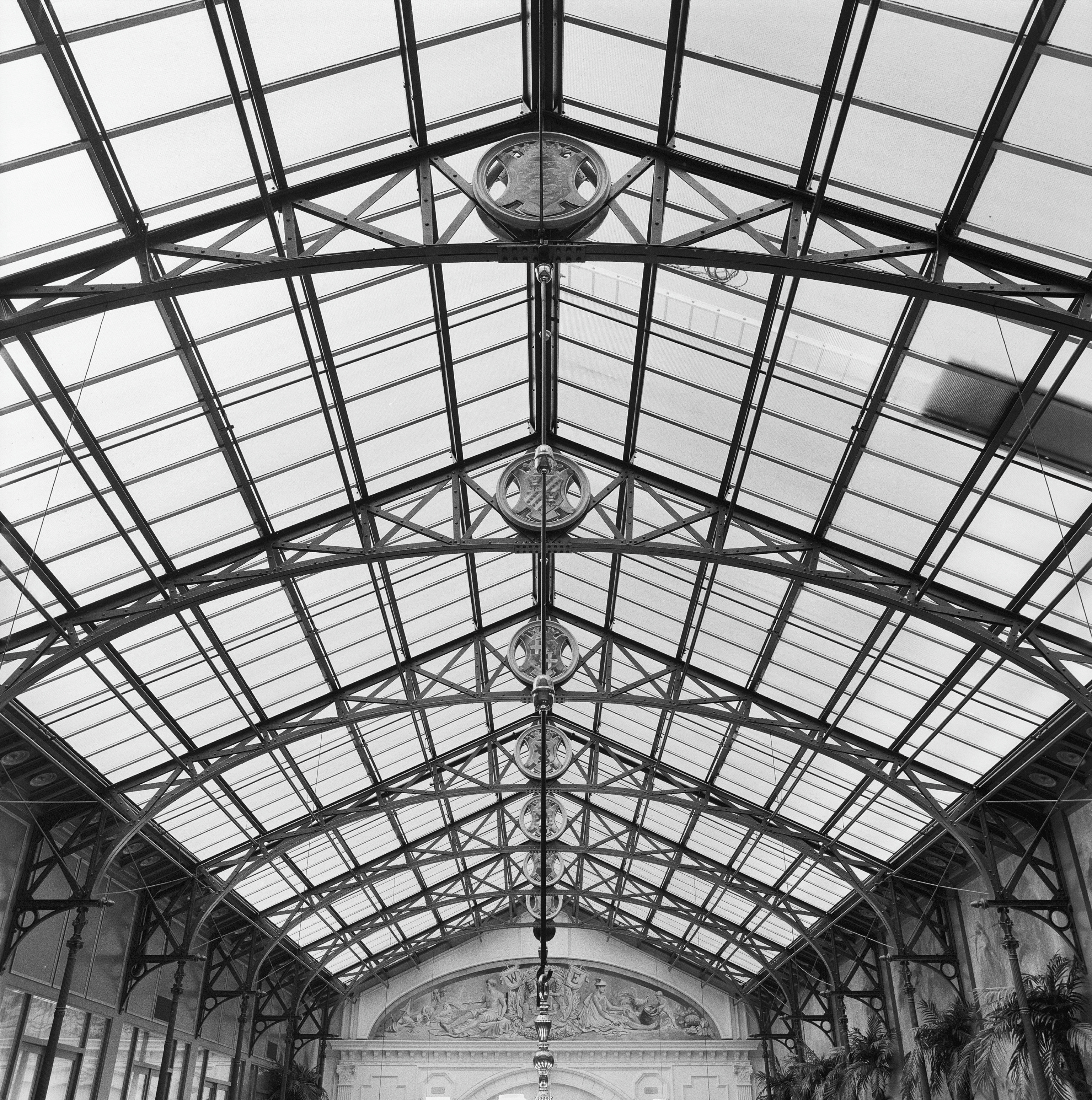
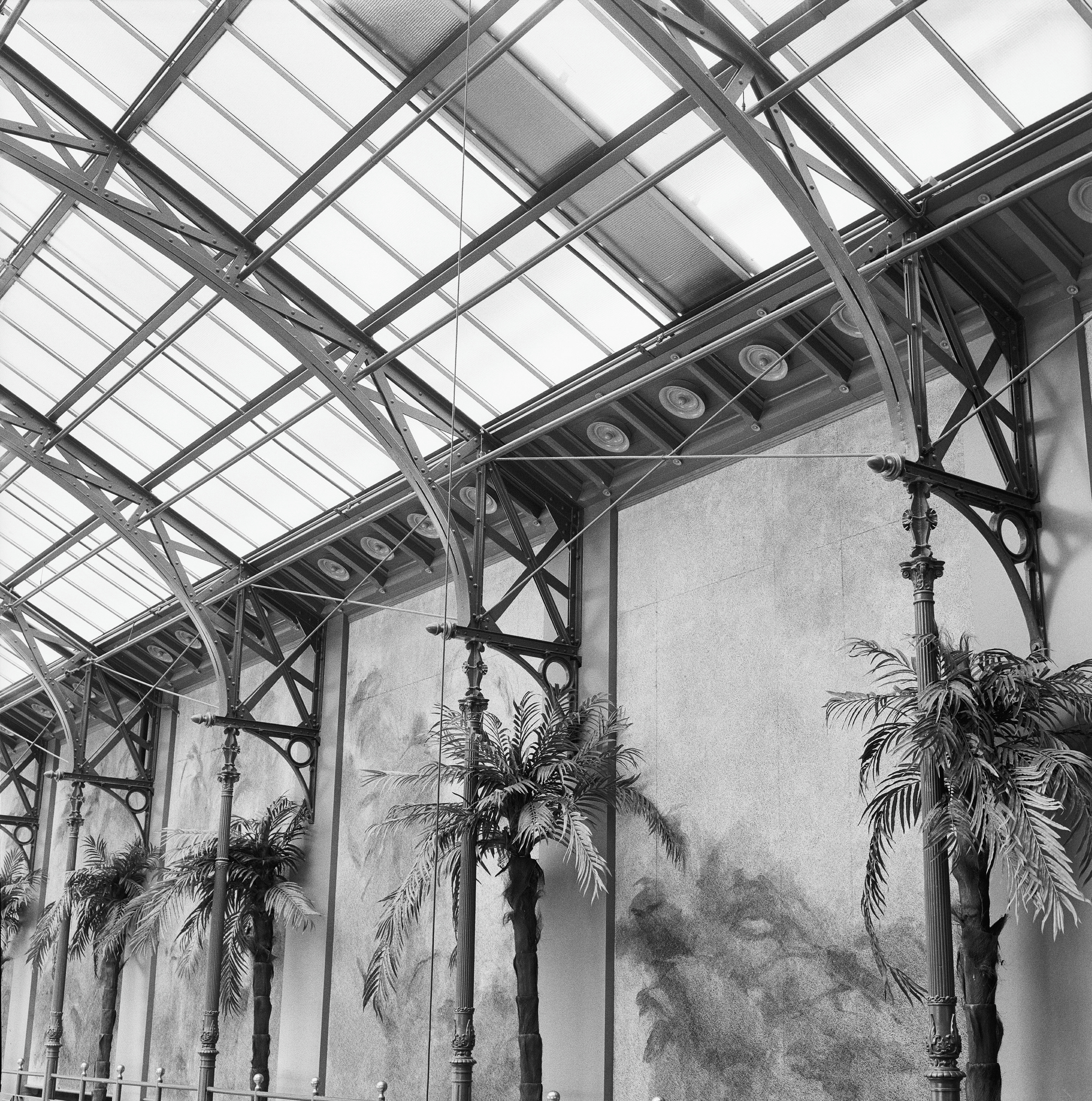